# Dieter Kaufmann
 (novembre 2009).
Si vous disposez d'ouvrages ou d'articles de référence ou si vous connaissez des sites web de qualité traitant du thème abordé ici, merci de compléter l'article en donnant les références utiles à sa vérifiabilité et en les liant à la section « Notes et références ».
Pour les articles homonymes, voir Kaufmann.
Dieter Kaufmann est un compositeur de musique électroacoustique né à Vienne le 22 avril 1941.

## Biographie
Kaufmann a terminé en 1959 ses études secondaires. Après cela, il a étudié l'allemand et l'histoire de l'art à l'Université de Vienne ainsi que la pédagogie de la musique, le violoncelle et la composition avec Karl Schiske et Gottfried von Einem à l'Académie de musique et des arts du spectacle de Vienne. De 1967 à 1969, il étudie la composition avec Olivier Messiaen et René Leibowitz au Conservatoire de Paris et la musique électroacoustique avec Pierre Schaeffer et François Bayle au Groupe de recherches musicales de Paris.
De 1963 à 1967, il a été choriste (Wiener Staatsoper, Volksoper Wien et le Theater an der Wien). En 1966, il devient membre de l'ORF-Landesstudio en Carinthie. En 1970, il travaille avec le Theater Pupodrom à Vienne. En 1975, il fonde avec son épouse - l'actrice  Gunda König - et l'ingénieur du son Walter Stangl le K & K Experimentalstudio à Vienne. De 1976 à 1980, il était vice-président et président de 1983 à 1988 de la section autrichienne de la Société internationale pour la musique contemporaine. De 1983 à 1990, il dirige la classe de composition au Conservatoire d'État de Carinthie. De 1988 à 1991, il est président de la Société de musique électroacoustique. De 1991 à 2006, il a tenu une chaire de composition à l'Académie de musique et des arts du spectacle de Vienne, où il est directeur de l'« Institut pour l'électroacoustique et la musique expérimentale ». 
Dieter Kaufmann est le petit-fils d'Anton Keschmann et le neveu de Armin Kaufmann.